# Culex cataractarum
Culex cataractarum är en tvåvingeart som beskrevs av Edwards 1923. Culex cataractarum ingår i släktet Culex och familjen stickmyggor. Inga underarter finns listade i Catalogue of Life.